# Trichinellidae
Famille
Les Trichinellidae sont une famille de nématodes (les nématodes sont un embranchement de vers non segmentés, recouverts d'une épaisse cuticule et menant une vie libre ou parasitaire).

## Liste des genres
- Trichinella Railliet, 1895

Capillaria, parfois placé dans cette famille dans certaines classifications, est placé dans la famille Capillariidae dans les classifications modernes.